# 学習塾・予備校の一覧
日本にある学習塾・予備校の一覧（がくしゅうじゅく・よびこうのいちらん）。

## 幼児教育
幼児教室・幼児教育
- アイ・シー・イー
- IQ東京知育研究所
- アナックス教育研究所
- 英進幼児教育センター
- AO幼児教室
- エール幼児英才教室
- こぐま会
- thechildren'sgarden
- 七田チャイルドアカデミー
- 奨学社
- 小学・幼中受験相談センター
- 伸芽会
- タンポポ会
- 東京英才学院
- どんちゃか・理英会（神奈川県横浜市）- 系列に国大Qゼミ、傘下に理究エデュオ（前ユニチャーム・エデュオ）
- 日本英才教育
- プラトンスクール - 幼稚園・小学校受験に対応
- にっけん幼児進学
- メリーランド教育研究所
- ユニチャーム・エデュオ

## 学習塾
| 目次 | 目次 | 目次 | 目次 | 目次 | 目次 | 目次 | 目次 | 目次 | 目次 | 目次 |
| ---- | ---- | ---- | ---- | ---- | ---- | ---- | ---- | ---- | ---- | ---- |
| わ   | ら   | や   | ま   | は   |      | な   | た   | さ   | か   | あ   |
|      | り   |      | み   | ひ   |      | に   | ち   | し   | き   | い   |
| を   | る   | ゆ   | む   | ふ   |      | ぬ   | つ   | す   | く   | う   |
|      | れ   |      | め   | へ   |      | ね   | て   | せ   | け   | え   |
| ん   | ろ   | よ   | も   | ほ   |      | の   | と   | そ   | こ   | お   |

### あ
- IA Prep School 平岡
- 文塾 (Aya School) - 山梨県で英会話、書道、主要5教科を指導する塾
- アイ・ラーニング
- IE一橋学院
- IGS地域密着型個別指導塾
- オンライン学習塾 アオイゼミ - 主に中高生を対象にライブストリーミング配信による授業を展開
- あかつき塾（広島県広島市）
- アクト (Act) 進学塾（千葉県袖ヶ浦市）- 小中学生向けの少人数指導進学塾
- アルファ日本アカデミー（東京都立川市、府中市）- 個別指導塾と英会話教室。幼児、小中高生が対象
- アルゴカレッジ（東京都渋谷区）- 株式会社アルゴクラブ運営の本部校舎。主に小学生が対象
- 赤門会（東京都文京区）- 中学生〜大学受験生対象の個別指導中心の学習塾
- AS進学セミナー（広島県広島市）- 中学受験・高校受験・大学受験
- 青葉進学教室（神奈川県川崎市宮前区）- 小中学生向けの学習塾
- アシスト（神奈川県横浜市泉区）- 小中高校生対象の個人指導塾。プログレス英語などのコースも
- アドバンス・セミナー（神奈川県横浜市鶴見区）
- アドバンスセミナー学院（神奈川県横浜市港北区）- 英語、国語、数学、理科などの指導、講習を行う学習塾
- アドバンスアカデミー（大阪府高槻市、茨木市）- 小中高生を対象とした学習塾
- アドバンス進学教室（兵庫県尼崎市）- 幼児教室、小中高校受験向けの進学教室
- ASK進学教室（大阪府豊中市）- 中学受験専門の教室
- 中学受験塾 Act（神奈川県横浜市戸塚区）- 中学受験専門塾

### い
- 石松塾
- いくえい塾
- 育英グループ（埼玉県越谷市）- 育英進学会。中学受験、個別指導塾、大学受験予備校。保育園やサポート校なども有する
- 育英セミナー（兵庫県姫路市）- 現役東大生の指導によるeラーニング学習システム
- 育心セミナー（大阪府四條畷市）- 小中学生を対象とした学習塾
- 育英センター
- 育英ゼミナール（千葉県市川市）- 小中高生を対象とした少人数制の学習塾
- 池上学院
- 医進サクセス/スーパーサクセス
- いずみ家庭教師塾（長野県）- 一部の教室は代々木ゼミナールのサテラインを導入
- 市進学院/個太郎塾 - 株式会社市進が運営
- ITTO個別指導学院（愛知県名古屋市北区）- ジー・エデュケーション運営、少人数・個別指導形式の学習塾
- 井手塾
- 茨進グループ
- ECCジュニア
- イング
- 維新進学塾
- ETOおよび進学対策予備校ETO
- いぶき学院（東京都品川区）- 高校受験専門
- インターネット算数・数学アカデミー（東京都港区）
- eゼミくん（神奈川県横浜市保土ケ谷区）- 天王町ゼミが運営するテレビ電話、ストリーミングでの個人指導
- ESPA学習塾優和（兵庫県三田市）- 小学生、中学生、高校生、大学生を対象とした学習塾
- e学習塾ウィル（千葉県八千代市）- 小中学生を対象とした個別指導塾
- 医学科進学予備校  - 校舎での集団授業・個別指導。通信指導も行っている

### う
- ウィザス（第一ゼミナール、ファロス、ファロス個別指導学院、大学受験進学塾ユリーカ）
- ウィズ浅川ゼミ（東京都八王子市）- 小中高生が対象
- ウィッシュ個別塾
- ウイニング受験英語
- WILLエデュケーションプランニング （神奈川県横浜市中区）- 小学生の補講から大学受験まで対応。個人、少人数制指導塾
- Wings - 興学社学園#学習塾部門
- ウェル21（東京都）- 小中高校生、浪人生対象の英検・入試対策塾
- ウザワ（東京都渋谷区）- 小中高生を対象にした英語、国語教室。ほか成人向け教室
- うすい学園（群馬県）- 小中高生を対象にした英語、国語教室。ほか成人向け教室
- 宇部進学教室、UBESHIN個別学院 - 代ゼミサテライン予備校も
- 内山進学塾（千葉県大網白里市）- 小中高生を対象とした学習塾

### え
- EIアカデミー（東京都江戸川区）- 中高生の指導が中心
- 栄光ゼミナール
- 栄光学園 - 小中高生の受験指導塾
- 英語塾ガリバー
- 英才個別学院（神奈川県横浜市港北区）- エイサイコミュニケーションが運営
- 英進館
- EISUゼミナール（愛知県半田市）- 小中高生の学習指導、私立中学受験、大学受験対策塾。トップ教育センター運営
- HSアカデミー（埼玉県東松山市）- 小中学生を対象とした個別指導進学塾
- エイトスクール（大阪府大阪市西淀川区）- 小学生を対象とした学習塾。そろばん、英会話教室も設置
- 穎明学院進学スクール（埼玉県富士見市）- 大学受験指導
- えいめい学舎（東京都武蔵野市）- 小中高生対象。個別指導も
- AIMゼミナール（東京都板橋区）- 幼稚園児、小中高生を対象の個別指導塾
- ALP（愛知県名古屋市名東区）- 個別指導塾
- エース学院（東京都品川区）- 小学生から大学生を指導
- ACE進学スクール（埼玉県川口市）- 小中高生を対象とした個別指導塾
- エース・セミナー （神奈川県平塚市）- 小中高生対象の学習塾
- APEX（埼玉県さいたま市浦和区など）- 中学・高校受験の個別指導
- エール教育学院（大阪府枚方市）- 小中高生を対象とした少人数制の進学、補習塾
- エクサス（名古屋市）- 公立高校受験に対応した塾
- エクザム（東京都清瀬市）- 看護、医療系受験。個別指導、自習室の提供も
- エクセル（東京都品川区）- 中学受験専門塾
- エクセルシア（神奈川県相模原市）- 小中高生の学習塾。個別、少人数などのクラス
- エコール学院（神奈川県小田原市）- 小中高生の指導塾
- エコール・ドゥ・南山 - 南山小・中・高校生向け
- エジソンクラブ（東京都板橋区）- 幼児・児童向け教材の開発のほかに、教室の運営も
- SE学舎（千葉県松戸市）- 小学4年生から中学生が対象
- SEG（エスイージー）
- エスビジョングループ（GES、J-Campus、英進会）
- SPS（兵庫県宝塚市）- 小中高生を対象とした個別指導塾
- SUR合格指導会（大阪府大阪市天王寺区）- 中学3年生を対象とした高校受験の指導
- エディック（高等部創学ゼミナール）
- EDUCE - 興学社学園#学習塾部門 四谷大塚NET
- エデュカ （神奈川県横浜市神奈川区）- 科学的教育グループSEGの姉妹校
- エデュコ教育相談（東京都板橋区）- 中学・高校受験の進学指導学習塾
- エトワール幼児進学教室（東京都中央区）- 私立幼稚園、小学校受験指導
- Ena  -  中・高・大受験
- NSGグループ#学習塾・幼児教育 （新潟県）
- FIG成林学院 （神奈川県横浜市神奈川区）- 小中高生を対象とした個別指導塾
- エミール（東京都千代田区）
- エミール進学会（神奈川県横浜市都筑区）
- MRT進学工房 （神奈川県横浜市青葉区）- 中学受験専門
- MMゼミ（神奈川県横浜市青葉区）- 小学生から大学受験生までの数学、英語の学習塾
- エム・ピー・アール勝負塾（東京都渋谷区）- 医学部受験専門の学習塾
- エリテスクラブ（大阪府大阪市中央区）- 大阪府下の私立、国立中高生を対象
- エルヴェ学院
- エルムアカデミー（東京都品川区）- 小学部から高校部、不登校児ほかのための昼間部も
- EST・NEXT（三重県松阪市、津市、明和町）- 個別指導
- s2進学塾（岡山県岡山市北区）- 国公立医学部医学科志望者限定の塾。集団・映像・個別指導

### お
- 鴎州塾（広島県）- 鴎州コーポレーション運営
- 大塚塾
- OTJ学院 - 株式会社ヒューマンプランニング運営
- OJEC進学塾（愛知県名古屋市港区）- 小中高生対象の進学塾。理科実験教室も
- 大原予備校（東京都千代田区）- 中学・高校受験対策
- 大泉英数研究室（東京都練馬区）- 小中学生が対象
- 大竹教室（東京都国分寺市）- 国語指導専門
- 岡村ゼミナール（兵庫県姫路市）- 学習塾で個別教室、家庭教師、パソコンスクールも
- 大江個人指導塾（埼玉県富士見市)
- おぎしん（東京都杉並区）- 中学受験専門の会員制進学塾

### か
- 鹿島塾（愛知県名古屋市西区）- 小中高生等を対象とした集団、個別指導による学習塾
- 烏山進学ゼミ（東京都世田谷区）- 桐朋女子中学校受験専門
- 甲斐ゼミナール
- 開倫塾（栃木県足利市） - 栃木県・茨城県・群馬県・東京都に展開
- 家庭学習研究社
- 河合塾サポート学院
- 河合塾中学グリーンコース
- 関西志学館
- 関西進学セミナー
- 関学ゼミナール（兵庫県西宮市）- 関西学院大学の受験指導塾
- 関学学習指導会（兵庫県西宮市）- 学習塾のほか青少年育成活動、家庭教師派遣、不登校児への学習支援も
- 関塾（大阪府大阪市中央区）
- 関西個別指導学院
- カーサ・フェミニナ
- がんばる学園（愛知県名古屋市北区ほか）- 小中高生を対象に少人数、個別指導形式の学習塾
- 開進館 - アップ教育企画が運営
- 開成進学教室（大阪府守口市）- 小中高生を対象とした進学教室
- 開智総合学院（大阪府大阪市城東区）- 小中学生を対象とした学習塾
- 開成教育セミナー（兵庫県三田市）- ホットラインが運営。中学、高校の受験指導塾
- 開智学園（長野県）- 小中高生の各コース。ほかに海外留学、東進衛星予備校も
- 開明学院（三重県）- 小中高生を対象とした学習指導、習熟度別の受験対策塾。個別指導塾。そのほか英会話、東進衛星予備校なども
- 開成学院
- 開進スクール（東京都世田谷区）- 四谷大塚首都圏提携塾
- 開智学院（東京都小平市）- 小中学生を対象とした学習塾
- 学研CAIスクール
- 学研教室 - 小中学生向け
- 学秀舎プレップスクール
- 学力開発センター
- 学優舎 学優ゼミナール（東京都調布市）- 高校・大学受験指導塾
- 学習指導ジャムスクール（東京都武蔵野市）- 小学生から高校生の指導塾
- 学伸ゼミナール（東京都品川区）- 個別指導の塾
- 学力開発教室（東京都板橋区）- 中学・高校受験専門塾
- カリスアカデミー（東京都大田区）- 幼児、小、中、高校生の学習、進路指導塾。ほかパソコン教室、ピアノ教室も
- 加藤数学教室（神奈川県藤沢市）- 中高生向けの数学、英語の少人数制学習指導塾
- 学研メソッド（神奈川県相模原市）- 中学受験専門の塾
- 学指会（神奈川県秦野市）- 小中学生対象の学習塾
- 学舎Join（神奈川県厚木市）- 温水西。小中高生を対象とした学習塾
- 学舎（兵庫県豊岡市）- 小中高生を対象とした学習塾
- 学灯プロシード（神奈川県茅ケ崎市）- 小中高生対象
- 学友会（神奈川県横浜市港南区）
- 学習塾スピリット（大阪府守口市、枚方市）- 小中高生対象。クラス授業のほか、個別指導も
- 学進会（大阪府大阪市城東区）- 進学指導を中心にした学習塾
- 学問塾（大阪府岸和田市）- 小中高校生が対象
- カレッジ芦屋（兵庫県芦屋市）- 進学塾
- カノン（埼玉県さいたま市大宮区）- 幼児、小中学生を対象とした学習障害児も一緒に学ぶ学習塾
- 学塾アカデミア・東進衛星予備校新城校（愛知県）- 小中高生を対象とした個別指導塾。英会話コース、速読コースも。ミレアカデミアが運営
- can自立学習教室（神奈川県小田原市）- 小中学生を対象とした学習塾
- 神奈川個別学習教室（神奈川県相模原市）- 小中高生を対象とした個別指導塾
- 學志館（神奈川県逗子市）- 小中高生を対象とした学習塾

### き
- キズキ共育塾
- 近畿予備校
- キタン塾（岐阜県岐阜市）- 小中高生を対象とした学習塾
- 九大進学会 （九州地区）
- 九大進学ゼミ - 中高生を対象とした学習塾・予備校
- 九州進学研究会（宮崎県・鹿児島県）- 小中高生、予備校生を対象とした受験対策塾
- 京進
- 京大個別指導学院 - 新教育総合研究会株式会社。基本復習から難関受験（中学受験、高校受験、大学受験すべて）に対応する学習塾
- 京大進学会（北陸・中国地区）
- 教英社
- 希望ゼミナール
- 學志館
- 教学院（大阪府大東市）- 株式会社教学院が経営
- 木村塾（兵庫県尼崎市）- 小中学生の指導塾
- キッズラボ（兵庫県西宮市）- 小学生向けの理科実験教室
- KISHI数学ゼミナール（兵庫県西宮市）- 数学を専門とした高校・大学受験の学習塾
- キャップ（東京都中野区）- 中学受験専門塾

### く
- QUALIER
- クレアール（新潟県）
- グローリア学院（大阪府藤井寺市）- 小中学生を対象とした少人数制、集団授業による学習塾
- クローバー学院（岐阜県岐阜市）- 小中高生を対象とした学習塾
- グロリー学院（大阪府大阪市阿倍野区）- 受験塾のほか、英会話教室、学習相談室も
- 塾クセジュ
- 黒川英語学習塾（愛知県名古屋市昭和区）
- GNOBLE
- くもんスピードリーディングセンター
- クラズユニック（北海道・札幌市）- 小中高高卒生を対象とした現・浪予備校
- クラ・ゼミ（静岡県・愛知県）- 小学1年生から高校3年生までを指導する総合予備校
- クエストゼミナール（愛知県一宮市、江南市など）- 小中学生を対象とした個別指導学習塾
- ぐろーえる（大阪府大阪市阿倍野区、住吉区）- 小中高生を対象とした個人指導の進学塾
- 苦楽園読書くらぶ（兵庫県西宮市）- 速音聴による読書学習塾
- クラーク学秀会（札幌市北区）
- グリーンゼミ今宿（福岡市西区）
- クルゼミナール
- 熊本ゼミナール
- 楠メソッド進学教室
- 椙山アドバンス - 椙山幼・小中高校生向け

### け
- 啓心塾（宮崎県宮崎市）- プロジェクターを使用した、小中学生を対象にした学習塾
- KS学院
- 啓明館（東京都文京区）- 運営は株式会社さなる。難関中学・大学受験を対象
- 啓学館（大阪府東大阪市）- 小中学生向けの学習塾。タケダが運営
- 啓学塾（大阪府泉佐野市）- 小中高生を対象とした学習塾
- 京葉学院
- 京葉伸学会 （千葉県習志野市）- 小中学生対象の少人数制学習塾
- 京葉伸学会 （千葉県千葉市中央区、千葉市若葉区）- 小学3年生から中学3年生を対象とした学習塾
- KGC教研
- 慶学館
- 慶応個別指導学院（東京都品川区）- 小中高生の慶應受験をサポートする個別指導進学塾
- 慶応進学ゼミ（東京都品川区）- 小中学生対象の少人数制個別指導の受験、補習塾
- 慶進ゼミ（兵庫県姫路市）
- 慶進ゼミナール（兵庫県西宮市）- 小学4年生から高校3年生まで、個人にも配慮した少人数制指導の進学塾
- 慶応会（東京都中野区）- 幼児から高校生までの受験指導塾
- 慶應受験会
- KES慶應入試研究会（東京都目黒区）- 慶応中学、高校の受験対策塾
- KEC近畿教育学院（大阪府・滋賀県）- 小中学生向けの進学塾。KEC教育グループが運営
- KEC近畿予備校（大阪府・滋賀県）- 高校生・高卒生向けの大学受験予備校。KEC教育グループが運営
- KEC個別指導メビウス（大阪府）- 小中学生向けの個別指導塾。KEC教育グループが運営
- 敬倫塾（愛知県名古屋市北区）- 小中高生向けの学習指導学習塾
- 研進学院是政教室（東京都府中市）- 小中高生、浪人生を対象とした学習指導、受験対策学習塾
- 研成義塾（千葉県市原市）
- 研学舎Try-ist（埼玉県飯能市）- 大学受験部、中学部、小学部を対象とした学習塾
- 現役合格ゼミナール（愛知県名古屋市中村区）- 中高生を対象とした個別指導システムによる学習塾。英検対策、医学部受験コースも
- けやき塾（東京都板橋区）- 小中高生を対象とした学習塾
- けい友館（神奈川県横浜市青葉区）- 小中高生を対象とした学習指導塾
- 賢翔セミナー（大阪府大阪市中央区）- 小中高生を対象とした少人数制の個別指導塾
- KIP学伸（埼玉県草加市、東京都世田谷区）- 小中高生を対象とした個別指導の進学塾
- KSK鴻創研（東京都中野区）- 個別指導塾
- KECゼミナール（奈良県生駒市）- 株式会社ケーイーシーが運営

### こ
- 個別指導フローライト学院（大阪市城東区）- 小中高生向けの個別指導塾
- 向学館（千葉県松戸市）- 少人数制による高校・大学受験のための学習指導塾
- 向学社（山口県山口市）- 小中高生を対象とした学習塾
- 興学院（東京都）興学社学園#学習塾部門
- こひつじランドアルク英語教室
- こうゆうかん学院（埼玉県上尾市、ほか東京、茨城）- 小中学生を対象とした少人数制の学習塾
- 壺溪塾
- 国大Qゼミ
- 国大セミナー（埼玉県さいたま市浦和区） - 埼玉・東京・神奈川・大阪・千葉・栃木・茨城に107校
- 個別医進塾（静岡県静岡市、藤枝市、宮城県仙台市）- 国公立大学の医学部医学科受験専門の塾
- 個別学習のセルモ - 小中学生対象。eラーニング主体の個別指導塾
- 個別教育アカデミー（東京都立川市）- 主に大学附属高校の授業対策を行う通信制指導塾
- 個別教育スタンダード
- 個別教育FLEX
- 個別指導WISH（ウィッシュ）
- 個別指導エール（東京都港区）
- 個別指導学院Hero's（静岡県浜松市）
- 個別指導キャンパス
- 個別指導塾まつがく（長野県）
- 個別指導シグマ
- 個別ゼミWILL（ウィル）
- 高等進学塾（大阪府大阪市阿倍野区、ほか天王寺、姫路、西宮北口）
- 個別指導塾マナビバ 北海道札幌市

### さ
- 佐鳴予備校 - （愛知、静岡、岐阜）- 小中高生を対象とした学習塾。旧称佐鳴学院
- SAPIX小学部、SAPIX中学部、SAPIX高校部
- 彩光舎美術学院 - 美術大学の受験専門予備校
- 学習塾サイシン（埼玉県さいたま市見沼区）- 学研ホールディングスの子会社
- 札幌個別指導・北大個別指導（北海道地区）
- サイエンスアカデミー（愛知県名古屋市千種区）- 大学受験指導塾
- ザック個別指導学院（東京都練馬区）- 小中高生の総合塾
- サクセスグループ（神奈川県茅ケ崎市）- 小中学生を対象とした学習塾。エイチ・アイ・ティハウスが運営
- サンマークスクール（東京都内、神奈川県横浜市都筑区）- 小中高生を対象とした学習塾
- さくら教育研究所
- さくら個別学院
- 作文道場（東京都国分寺市）- 作文指導塾
- 学習教室サクセス（兵庫県伊丹市）- 小中高生を対象とした個別指導専門塾
- 埼英スクール（埼玉県さいたま市北区）- 進学教室、英会話教室も
- 佐藤英数学院（千葉県習志野市）- 小中高生を対象とした個別指導塾
- 彩（神奈川県川崎市宮前区）- 小中学生対象の家庭教室。個別指導、学校の予習・復習、受験対策塾
- 西湘ゼミナール（神奈川県二宮町）- 小中高生までの進学指導塾
- THE義塾（埼玉県上尾市、群馬県）- 難関中・高の受験生対象指導塾

### し
- 四国進学会
- JAC学院（福岡県）- 小学生から大学受験生までを対象にした進学塾
- 受験サクセス（名古屋市）- 私立中学校受験対応塾
- 志学館ゼミナール（奈良県）- アンドリュー運営の小中高一貫の進学指導塾
- 志学塾（茨城県）- 小中学生対象の塾、高校生対象の進学予備校
- 志門塾
- CAT教育パートナーシップ（東京都渋谷区）
- ジー・エデュケーション
- ジー・コミュニケーション
- ジーニアス
- 自立学習塾（東京都世田谷区、神奈川ほか）
- 進学館 - アップ教育企画が運営
- 進学総合学舎伸輝 - （愛知県豊田市）- 高校入試対策などの少人数制進学塾。パソコン教室も。伸輝エンタープライズが運営
- 進学予備校 成蹊館（鹿児島県鹿児島市西田1丁目、鹿屋市串良町岡崎）- 高校入試対策、定期テスト対策などの進学塾
- 秀英予備校（静岡県静岡市葵区）
- 秀学ゼミナール
- 俊英館Flex
- 湘南ウイル
- 湘南ゼミナール
- 城南コベッツ
- 城南学園
- 城北スクール（東京都台東区）
- シリア進学スクール（三重県松阪市、明和町）
- 伸学社（入江塾）
- 信学会ゼミナール（長野県）- 小中高生のための学習塾。財団法人信学会が運営
- 進ゼミ京都（京都府京都市伏見区）医学部、歯学部、国公立大、難関私大受験の少人数制予備校、学生寮完備
- 進学会（北大学力増進会、東北大進学会、東大進学会、名大進学会、京大進学会、九大進学会）
- 進学研究会
- 学習塾進学舎（東京都国立市）
- 進学塾ウィン
- 進学教育研究会（神奈川県藤沢市）- 少人数の学習指導など
- 真友ゼミ（新潟県新潟市）- 全国塾認証協会認定校（No.100052）
- ジェイ教育セミナー
- ジョイコム（大阪府寝屋川市）- 小中学生の学習塾、高校生の医療系専門学校受験指導塾
- 正学館（千葉県市川市）- 個別指導の学習塾。エス・ジーエデュケーションが運営
- ジャック幼児教育研究会 - 小学校受験の学習塾
- J-CAMPUS（和歌山県）- 小中学生対象の個別指導塾。GESグループ

### す
- スーパーサクセス - 大学受験
- 駿台リンデンスクール
- スクール21
- 鈴鹿英数学院（進学塾eisu）（三重県、愛知県・静岡県・東京都・神奈川県）
- 昴（昴塾）
- すばる進学セミナー
- 駿優予備学校
- スクール ウィリング（東京都世田谷区）- 中高生・浪人生・大検生まで対象とした学習指導塾。その他不登校のカウンセリング、学習塾、フリースクールも
- 鈴木国語研究所（東京都新宿区）- 国語指導学習塾
- STEP教育学館（大阪府大阪市東住吉区）- 小中学生を対象とした学習塾
- 学習塾ステップ
- ステップ進研（千葉県船橋市）- 小中学生を対象とした個別指導の学習塾
- ステップアップ（兵庫県宝塚市）- 小中学生を対象とした学習塾
- スクールIE
- スクールM（大阪府大阪市天王寺区）- 個別指導などの中学受験指導塾
- スタディアシスト（兵庫県神戸市兵庫区）- 小中高生を対象とした個別指導塾
- 進学塾ステージ（兵庫県宝塚市）- 個別指導による進学塾
- STAGE総合進学塾（埼玉県戸田市）- 小中高生対象の個別指導進学塾。ジェイドが運営
- スタディルーム（埼玉県富士見市）- 小中学生を対象とした個別指導学習塾
- 数学塾適学所（千葉県市川市）- 数学の個別指導塾
- 数教研（数学教育研究会）
- 数研学院（千葉県松戸市）- 小中高生を対象とした少人数、個別指導塾

### せ
- 成基学園（京都府・大阪府・滋賀県・兵庫県・奈良県）- 中学進学教育・高校進学教育を行う進学塾
- 成基コミュニティ（京都府）- 幼児と小中高生を対象とした学習指導塾
- 青藍学館
- 青雲ゼミ（兵庫県たつの市）- 小学3年生から高校3年生までが対象。個別指導、代ゼミサテラインも
- 全教研（福岡県福岡市中央区）- 幼児から高校生までを対象とした学習塾
- 仙台進学プラザ（宮城県仙台市宮城野区）
- 進学塾星煌学院（愛知県知多市、東海市、安城市など）- 小学生高学年、中学生を対象とした学習塾
- 全国学習相談室（東京都墨田区）- 小中学生を対象とした家庭教師の派遣、個別指導
- SecondHomeSpace（東京都国分寺市）- 幼児から高校3年生までが対象。完全個別学習塾

### そ
- 総進図書
- 創学舎
- 増進塾（東京都大田区）
- 創英ゼミナール（神奈川県）- 小中高生を対象とした個別指導塾
- 総合教育研究会 喜連塾（大阪府大阪市平野区）- 小中高生などを対象とした学習塾
- 早慶個別指導学院（埼玉県川口市）- 四谷大塚首都圏提携校
- 総合学習指導塾 立志館（長野県諏訪市）- 小中高生を対象とした個別指導塾
- 個別指導 早優館（千葉県習志野市実籾）- 小中高対応の個別指導塾

### た
- 大成会 (学習塾)（北海道札幌市）
- 第一ゼミパシード（大阪府大阪市中央区、ほか京都、岐阜、和歌山、奈良、広島などに展開）- 中学受験専門塾
- 大学受験進学塾ユリーカ（第一ゼミナール運営）
- 竹の会（東京都渋谷区）
- 玉川修学舎（東京都世田谷区）- 小学生から大学受験生対象の個別指導塾
- 館山塾（東京都千代田区）
- だるま塾（大阪府大阪市平野区）- 各種受験指導塾のほか、大検、パソコン指導なども
- 大地学習塾（埼玉県本庄市）- 小中学生を対象とした学習指導塾
- タックスアカデミー/トミーJ英会話（千葉県船橋市）- 小中学生を対象とした学習塾、英会話教室
- 武田塾
- 多摩英数進学教室
- 高尾みどり館（東京都八王子市）- 学習塾。そのほかピアノ・エレクトーン教室も
- 高松算数・数学教室 - 主に小学生対象の算数教室

### ち
- 筑紫修学館（福岡県の福岡地区・筑後地区）- 株式会社テドポオトが運営する学習塾
- 千尋進学塾（三重県桑名市）- 小中高生・浪人生の受験指導塾
- 千葉ゼミナール（千葉県四街道市）- 株式会社和気教育研究所
- 千葉美術学院 - 美術大学の受験専門予備校
- チーム・ファミリア - 東京都のマンツーマン個別指導塾
- 中萬学院CG中萬学院高校受験スクール

### つ
- つつじヶ丘個別学習会（東京都調布市）- 中学・高校・大学受験の個別指導塾
- つつじヶ丘志塾（東京都調布市）- 現役専門の大学受験指導塾

### て
- DSKパーソナルスクール
- TEP（愛知県豊川市）
- 鉄能会（東京都世田谷区）- 少人数制の中学受験専門進学塾
- 鉄緑会
- 寺小屋グループ（愛媛県松山市）
- 天王寺予備校 - 高校生、浪人生を対象とした学習塾・予備校

### と
- TOMASトーマス（東京都豊島区）
- 東京進学ゼミナール・クリップ
- 東京個別指導学院 - 大学受験・少人数制
- 東京個別指導塾チャイルドガード（千葉県八街市）- 個別指導の学習塾。SKCパソコンスクールも運営
- 桐杏学園
- 東進ハイスクール
- 東進四国
- トーゼミ
- トップエデュ練馬（東京都練馬区）- 小中高生を対象とした個別指導の学習塾
- 中学受験・個別指導塾ドクター（東京都渋谷区）- 3人までの個別指導塾
- 富山育英センター
- 踏青会（愛知県名古屋市中川区）- 愛知県内の12塾を中心に構成
- 土佐塾
- Dr.関塾 - 全国展開する小中高生向けの学習塾。昌業商事が運営
- To Win（埼玉県さいたま市見沼区）- 小中学生を対象とした学習塾
- 東院
- 東海学習塾（愛知県名古屋市瑞穂区）- 小中高生を対象とした少人数制の学習塾
- 東京英才学院（吉祥寺教育センターおよび八王子教育センター）- 幼児教室、小中学生対象の個別指導学習塾
- 東北大進学会（東北地区）
- 東北大個別（東北地区）
- 東大進学会（関東地区）
- 東研学院予備校（東研メビウス）
- 東大さくら塾（東京都渋谷区）- 現役東大生講師による小中高校生を対象とした個別指導塾
- 東大螢雪会（東大蛍雪会）（東京都新宿区）- 東大生、プロの講師による家庭教師派遣と個人指導塾
- 東大ゼミナール（千葉県）- 興学社学園#学習塾部門
- 東セミ学院進学教室（千葉県市原市）- 小中高生向けの総合学習塾
- 統知塾
- 東北ベストスタディ（仙台市泉区）- あすなろ学院の屋号で、小中高の集団・個別授業を手がける

### な
- Navio（ナビオ）（東京都新宿区）- 個別指導塾
- 南山義塾（愛知県名古屋市緑区）- レギュラー、家庭教師、パソコンの各コースがある学習塾
- ナビ個別指導学院 - 個別指導塾。
- ナカジュク（東京都板橋区）- 幼児から高校生までを対象とした学習塾
- 中川適塾（神奈川県横浜市都筑区）
- 長井ゼミ（広島県広島市）
- 灘学院自立塾（兵庫県宝塚市）- 受験指導塾
- 名古屋セミナー
- 明智ゼミナール
- 成基コミュニティ（京都府）- 幼児、小中高生を対象とした学習指導。幼児教室、家庭教師、学習塾、予備校

### に
- ニスコ進学スクール
- 日能研
- 日本公文教育研究会
- ニルの学校
- 西塾（愛知県名古屋市千種区）- 私立中学受験、高校受験の指導学習塾
- 日新義塾（神奈川県横浜市戸塚区）- 小中高校生対象の進学指導、個別指導塾
- 日本英才教育
- ニュートンスクール（名古屋市）- 理数科学教育

### ね
- NEXUS
- ネッツ - 1対1進学指導塾
- ネッツアカデミー（愛知県日進市）- 子ども向けの英会話教室、小中学生を対象とした学習塾
- Neoゼミナール（滋賀県守山市）- 小中高生を対象とした受験指導専門塾

### の
- 能力開発センター（兵庫県神戸市）- 西日本を中心に39校。株式会社ティエラグループが経営
- 能開センター、個別指導Axis、能開予備校 - ワオ・コーポレーション運営
- 野村塾（大阪府堺市東区）- 学習塾、ほかに作文クラブなども
- 野田英語教室（兵庫県川西市）- 個人指導による進学塾で大学受験対策のほか、大学院受験対策コース、TOFFL&TOEICコースも
- 希学園（大阪府大阪市淀川区、ほか兵庫、京都、奈良、東京）- 難関中学受験専門塾
- 野田塾

### は
- 浜学園（兵庫県西宮市）
- Bird進学スクール
- 花まる学習会（埼玉県さいたま市浦和区）
- パシフィックゼミナール（愛知県蟹江町）- 私立中学受験の指導、小学生から高校生を対象とした補習、進学指導塾
- パシフィックゼミナール杁中（愛知県名古屋市昭和区）
- パルメットアカデミー（愛知県一宮市）- 幼児、小中学生教材による基礎学習塾
- 原塾（東京都町田市）- 中高生を対象とした進学塾
- 博文進学ゼミ（東京都板橋区）- 集団指導とマンツーマン指導進学塾
- はしもと国語塾 （神奈川県横浜市港南区）- 小中高生対象の小論文演習、作文練習などの個別指導型国語教室
- パル英語塾 （神奈川県逗子市）- 英語専門塾
- ハーティネス山川塾（大阪府大阪市福島区）- 中学受験専門塾
- 濱田塾（兵庫県西宮市）- 少人数制、個人指導による補習、受験指導
- 林塾（神奈川県鎌倉市）- 高校受験塾
- 浜崎アカデミー（広島県広島市）- 個別指導塾

### ひ
- 東日本学院
- ビザビ - 個別指導
- 聖学舎（埼玉県三郷市）- 中学・高校受験向けの進学塾
- ビッグ・ユー（東京都中野区）- 小中高生を対象とした個別指導の学習塾
- ひのき進学教室（東京都世田谷区）- 中学から大学までの受験指導塾。家庭教師なども
- PIC（東京都目黒区）- 私立中高生のための学習塾。そのほか、自由研究など
- PMD医学部専門予備校 - 福岡市にある医学部専門予備校。ほかに個別の医歯薬専門予備校を広島、福岡、熊本、鹿児島に展開。家庭教師のPMDネットやインターネット予備校のアイメディなど
- 比留間塾（東京都日野市）
- ヒーローズ - 個別指導
- ピックル進学教室
- PiT（大阪府豊中市）- 小中高生を対象とした個別指導塾
- ビガー野田総合学園（大阪府大阪市福島区）- 学習塾のほか、スポーツクラブ、書道、ピアノなどのカルチャースクールも
- 飛翔塾（大阪府摂津市）

### ふ
- FELIX
- 藤原学園実験教育研究所（大阪府東大阪市）
- フクト志学館（福岡市早良区）
- ふなばし美術学院 - 美術大学の受験専門予備校
- プロジェクトリーズ
- フィットアカデミー
- プロメディカス横浜
- FLAP指導会（千葉県松戸市・我孫子市・柏市・流山市）- 小中高校、大学受験対策の学習塾
- Vseed伸学塾（大阪府交野市）- 小中高生を対象とした学習塾
- ファイブアカデミー（東京都豊島区）
- プロミネンス進学教室（東京都豊島区）- 中学受験指導塾
- プライムオープンスクール（東京都品川区）- 小中学生対象の個別指導塾
- プライム芦屋学院（兵庫県芦屋市・西宮市）- 阪急沿線。小・中・高・大学受験生対象のプロの個別指導塾
- フォレスト（神奈川県川崎市宮前区）- 私立中学受験が専門の学習塾
- プレップジャパン（神奈川県横浜市泉区）- 受験指導塾
- フォー・イン・ワンゼミナール（大阪府門真市）- 小中高生の受験指導塾。ほかに幼児教室、英会話教室も
- プリンキピア（大阪府大阪市西区）- 理系の大学受験、編入向けの少人数、個別授業塾
- プリンス進学院（東京都八王子市・相模原市）- 小中学生向け補習塾。府中校は興学院 興学社学園

### へ
- VERITAS（ベリタス）
- ペガサス夏見塾（千葉県船橋市）- 小中高生を対象とした学習塾
- ベストクラス（東京都世田谷区）- 小中高生向け進学指導塾
- β（ベータ）国語教室（東京都港区）- 国語専門の中学受験学習塾
- ペンシルゼミナール（神奈川県愛川町）- 小中高生の学習指導塾
- 進学予備校・PEC（愛知県）- 小中高生を対象とした少人数制の進学塾。ほか英語教室、海外留学の手配も
- 勉強クラブ（埼玉県三郷市）- 高校受験指導塾
- PLSスクール・ペルソナ（埼玉県飯能市）- 少人数制、添削指導
- ベスト学院 - 福島県を中心に展開する主に小中学生の学習指導塾
- ベスト個別学院 - 宮城・山形・福島・香川に展開する個別指導塾

### ほ
- Home Made Study - ホームメイドスタディ-（京都府・滋賀県）
- 北海道個別学院
- 北大学力増進会（北海道地区）
- 誉田進学塾（千葉県千葉市緑区）
- 星野進学ゼミ
- ホークス学院
- 朋友学院（東京都足立区）
- 北友学院（東京都国分寺市）
- ポップ高槻スクール（大阪府高槻市）- 幼児、小中高生を対象とした学習塾。英会話コースも
- 堀江ゼミナール（大阪府大阪市西区）
- 北神進学教室（兵庫県神戸市北区）- 中高受験対策の指導塾
- ホンシン学習塾（埼玉県本庄市）- 小中高生の学習指導塾
- 北斗進学スクール（埼玉県久喜市）- 小中学生を対象とした少人数制による進学塾
- 北辰館スクール（千葉県松戸市）- 学習指導塾、柔道場も併設
- 本町受験英語 （千葉県千葉市中央区）- 英語専門個人指導塾

### ま
- 増田塾
- 馬渕教室 （大阪府大阪市中央区）- 株式会社ウィルウェイが経営する。中学受験から大学受験の個別指導。英会話教室も
- マリン進学教室（愛知県蒲郡市）- 小中高生を対象とした少人数制の学習塾
- 中学受験個別指導塾マスター（東京都渋谷区）- 中学受験ドクターの中堅プロ講師による個別指導塾
- マップ教育センター（東京都江戸川区）
- 学びの森 国語学習会（大阪府大阪市中央区）- 難関中学受験のための個別指導による国語専門塾。フォレストが運営
- 学びの森J-STUDIO（埼玉県熊谷市）- 小中高生を対象とした個別指導塾
- まさき会（千葉県市川市）- 幼稚園・小学校受験のための教室
- 松坂英数学院（神奈川県川崎市川崎区）- 小中高生対象の英語、数学教室

### み
- 三島進学ゼミナール
- みすず学苑 - 大学受験予備校であるが中学生を対象としたコースも設置している
- 源塾（埼玉県深谷市）- 小中高生を対象とした少人数制による数学、算数、英語、理科などの指導塾

### む
- 夢現塾（愛知県岡崎市）- 小中学生対象
- むろい自主学習塾 家庭教師（愛知県豊川市）- 小学生、中学生、高校生を対象とするデジタル教材を活用した集団個別指導塾

### め
- 明光義塾 - 全国展開。小中高生を対象とした個別指導塾
- 明倫ゼミナール
- 名学館
- 名学館イズミヤ（大阪府大阪市鶴見区）- 小中高生を対象とした進学塾
- 名進研/教育企画 （愛知県名古屋市西区）- 中高受験専門塾
- 名大進学会（東海地区）
- 明和学院（千葉県柏市）- 市内に進学塾を展開。園児、小学生、中学生、高校生を対象
- メビウス教育研究所（埼玉県さいたま市大宮区）- 個人指導による中高生学習塾。薬学部、看護学部生向けも

### も
- モノリス（愛知県江南市・名古屋市）- 幼児教育・知育・作文・感性教育・中学受験・高校受験・個別指導
- 森塾 - 関東地方を中心に1都5県に60校舎を展開する小中高生対象の個別指導塾
- 森学習塾（愛知県名古屋市中川区）
- 森田修学館（福岡県福岡市中央区） - 福岡市内に展開する老舗学習塾
- モダン寺子屋パレットキャンパス（大阪府東大阪市）

### や
- 山田義塾（埼玉県さいたま市大宮区）- 四谷大塚と提携する中学受験専門学習塾
- 山手sunアカデミー（愛知県名古屋市昭和区）- 小中高校生を対象とした国語、英語リスニング専門の学習塾
- 山中進学教室（愛知県名古屋市昭和区）- 私立中学入試の専門塾
- 山梨義塾（山梨県）- 小中高生を対象とした進学指導補習塾。代ゼミサテライン予備校も
- 弥英塾（愛知県弥富市）- 小学5年生から中学2年生までを対象とした学習塾
- 薬学館（東京都新宿区）- 薬学部受験専門塾
- 安田塾（兵庫県伊丹市）- 小中学生を対象とした個別学習教室
- 山びこ教室（埼玉県東松山市）- 小学生から高校生、社会人までを対象にした塾
- 山川義塾
- ヤルキー学園

### ゆ
- You More Club（ユーモアクラブ）- 長野県伊那市
- 夕陽丘予備校（大阪府大阪市天王寺区）- 学校法人夕陽丘学院が経営する
- ゆうあい塾（大阪府豊中市）- 小学3年生から高校卒業生を対象にグループ、個別指導による進学塾。友愛教育研究所が運営

### よ
- 横浜美術学院 - 美術大学の受験専門予備校
- 四谷大塚
- 四谷学院 - 大学受験、小中学生の個別指導、高卒認定試験、大学生・社会人向け資格取得通信講座。運営は株式会社ブレーンバンク
- 四谷進学教室（東京都新宿区）

### ら
- ライトハウスアカデミー(東京都、神奈川県) - 小学生から高校生を対象とした補習、受験対策と社会人向けの英会話教室を行う完全マンツーマン個別指導塾。
- ラ・サール進学予備校

### り
- リソー教育トーマス
- 臨海セミナー
- リード進学塾
- 練成会グループ（北海道）
- 理数教室（東京都、神奈川県）- 中高生、予備校生を対象とした補習、進学指導塾
- 龍馬進学研究会（千葉県習志野市）- 中学受験を対象とした進学塾
- 緑鐵受験指導ゼミナール - 通信教育型学習塾

### る
- 類塾（大阪府大阪市淀川区）- 小中学生対象の学習塾

### れ
- LEO - Language Expert Organization（東京都武蔵野市）- 帰国子女を対象とした帰国後の英語維持、向上、進学、編入のサポート
- レッツ（神奈川県茅ケ崎市）- 小中学生の受験指導、英語指導塾
- 黎明（兵庫県姫路市）- ハワイ、オーストラリア留学支援も行う学習塾
- 黎明舎（愛知県長久手町）- 愛知県の私立中学受験を中心とした個人指導塾
- 練成会グループ（帯広・畜大、北見、釧路、旭川、小樽、函館、苫小牧、室蘭、岩見沢、札幌の各練成会、仙台セミナー、東進衛星予備校、四谷大塚net）
- 零和塾（情報・機械・電気専門　大学院進学）

### わ
名前に早稲田とついているものが多数あるが、早稲田大学とも東京都新宿区早稲田の地名とも一切関係ない。
- 若松塾
- 早稲田塾（東京都千代田区）- 株式会社サマデイが運営
- 早稲田アカデミー
- 早稲田育英ゼミナール（東京都新宿区）- 老舗の個別指導学習塾。全国規模でFC展開をしている
- 早稲田教育ゼミナール
- 早稲田ゼミ医進塾（東京都新宿区）- 医・歯・薬・獣医学部受験
- 早稲田スクール
- 早稲田予備校
- W早稲田ゼミ（東京都中央区）- 小中高生を対象とした学習塾
- 早稲田進研セミナー（埼玉県）- 小学2年生から高校3年生を対象とした学習塾、初心者向けパソコン教室
- ワイズ（東京都八王子市）- 個別指導塾
- ワイズアカデミー（千葉県成田市）- 小中高生を対象とした高校、大学受験の学習指導塾。一般向けの英語教室も
- ワイズ数理アカデミー（東京都新宿区）- 少人数制の大学受験指導
- ワンツーワン個別学院
- わかぎり21（東京都豊島区）- 中高生対象の個別指導
- WBCL（東京都新宿区）- 大学受験英語、帰国生徒教育
- YYゼミナール（神奈川県横浜市瀬谷区）
- 若泉進学会（神奈川県相模原市）- 小中高生対象の少人数、個別指導制進学塾
- YK教育ゼミ（兵庫県三田市）

## 廃止された学習塾
- 大宮予備校
- 樫の実学園
- しどう会
- TAP進学教室
- 多磨学院
- 東京標準
- 阪神受験研究会
- 渡辺の門

## 海外の学習塾
- ウイング - マレーシアの総合学習塾
- WAOシンガポール - 邦人小中学生の受験指導塾（ワオ・コーポレーション）

## 進学予備校

### 大学受験大手
三大予備校
- 代々木ゼミナール - 全国に7校舎（うち美術専門校1校舎）代ゼミ個別指導スクールほかを持つ。経営母体は学校法人高宮学園
  - 代々木ライブラリー - 代々木ゼミナールが直轄する出版社
- 駿台予備学校（駿台グループ）- 専修学校
  - 駿台文庫 - 駿台予備学校が直轄する出版社
- 河合塾 - 代々木ゼミナール、駿台予備学校と並ぶ
  - 札幌予備学院 - 2004年に河合塾が資本参加し、2006年吸収合併された）
  - 河合塾文理・河合塾仙台校（文理学院）- 河合塾と提携して模擬試験などでネットワークを結んでいる）
  - 神戸コロンビア学院 - 河合塾と提携
  - 松本大学予備校 - 河合塾と提携
  - 河合出版 - 河合塾が直轄する出版社

### あ
- 葵高等学院
- アンビシャス教育予備校 - 長野県南部を中心に展開する予備校
- ai-medica - 医学部・医科大学受験対策予備校アイ・メディカ
- あすなろ教場進学予備校 - 東京都渋谷区
- あすなろ伸学舎（福岡県）- 中学、高校、大学受験向けの進学塾
- あすなろ予備校（鳥取県）- 高校、大学受験予備校
- あすなろ会 看護公務員予備校
- 看護・公務員受験専門予備校 アルファ・ラーニング（北海道旭川市)
- アシストシステム医学部受験専門予備校（大阪市）
- 東大・医学部進学塾ARISTOS（アリスト）
- 医学部受験専門予備校AMS（アムス）- 東京都渋谷区
- アクト (ACT) シドウ会医進コース
- メディカルスクールIG
- 赤門会 - 東京都文京区 医学部・医科大学受験
- aps（東京都）- 大学受験予備校。アール・アールが運営
- アスリート体育大予備校（神奈川県横浜市青葉区）- 体育系大学受験の専門予備校
- アルファブライト（新潟県）- 小中高校生対象の個別指導専門塾と大学受験予備校。ほかにパソコン教室、英会話教室なども
- アンサー（茨城県）- 大学受験予備校
- 葦牙予備校（大阪府）- 中高生、高卒生を対象とした大学受験専門塾
- 秋田予備校（秋田県）- 大学、高校の受験指導予備校
- 芦屋医進学院（兵庫県芦屋市）
- as（アズ）音大予備校 - 音大受験専門予備校

### い
- ECC予備校 大学受験高卒生科専門
- ECC編入学院（大阪市天王寺区）
- イング予備校（大阪市浪速区）- 株式会社イング、大学受験
- 和泉予備校（大阪府泉南市）- 大学受験
- 医進サクセス
- 医進学園（東京都千代田区）- 明治鍼灸柔整予備校や東京理学看護予備校を運営
- 医系学舎・難関義塾（広島県）- 医系専門予備校
- 池袋理数セミナー（東京都豊島区）- 少人数制の医学部、理工系学部受験専門予備校
- 医歯大専門予備校インテル（滋賀県）- 医学部、歯学部受験向けの予備校
- 医学館 - 医学部・医科大学受験対策予備校
- 医学進学研究会 - 医学部・医科大学受験対策予備校
- 医学進学塾（北海道ほか）
- 医学部・薬学部・歯学部受験コース（京都府）- 医歯薬獣医学部専門の個別指導型大学受験予備校
- 医進塾 - 医学部・医科大学受験対策予備校
- 医人館 - 医学部・医科大学受験対策予備校
- 医人館麹町メディカル校
- 市進予備校
- 医学部・薬学部・歯学部受験コース（京都府）- 医歯薬獣医学部専門の個別指導型大学受験予備校

### う
- With ウィズ
- 医学部受験予備校Windom（ウインダム）
- Windom（東京都渋谷区）- 医学部進学のための予備校
- ウィップ（神奈川県横浜市西区）- 個別指導、少人数制による予備校。中学、高校受験などのコースも
- 梅田看護医療ゼミナール（大阪府大阪市北区）- 看護、医療技術系の専門学校を目指す受験生を対象

### え
- 遠田塾（大阪府高槻市、枚方、梅田）- 看護、医療分野への進学指導予備校
- S.P.S.（東京都渋谷区）- 大学受験予備校
- FIA国際教育アカデミー（大阪市西区）- 海外帰国生専門予備校
- NPS成田予備校（千葉県）- 小、中、高校生までの各コース
- エコール麹町メディカル - 医学部・医科大学受験対策予備校
- 江原予備校（熊本県）- 通学、通信制大検予備校
- 栄進看護医療ゼミナール - 看護・医療系専門学校受験の予備校
- 予備校エース（東京都新宿区）- 医学部、難関理系、文系大学の受験指導、個別指導
- エース・セミナー（神奈川県平塚市）- 週3日制の大学受験予備校
- エデュカ（神奈川県横浜市神奈川区）- 体育系大学受験の専門予備校
- 英数セミナー - 高校生、高卒生を対象とした大学受験のための予備校
- NC高松学習院大学受験英語専門校
- SK医学ゼミ
- 学校法人エール学園エール予備校（大阪市浪速区）
- 数学専門塾Sur（大阪市）

### お
- 岡山進研学院
- 岡山楷進予備校 - 医学部・難関理系大学受験専門予備校
- OMS - 医学部・医科大学受験対策予備校
- オリエントゼミナール（山形県）- 小・中・高・卒対象の総合予備校
- お茶ノ水医学院（東京都千代田区）- 医歯系大学の受験専門予備校
- お茶の水女子アカデミー（東京都文京区）- 女子の看護医療予備校
- お茶の水ゼミナール
- 岡田醫齒學專門塾（岡田医歯学専門塾、大阪府大阪市西区）- 医学部、歯学部、薬学部などの医療系受験の専門予備校
- 大阪YMCA予備校（大阪府大阪市天王寺区）- 小中高生、高卒生などを対象に指導
- 大阪サクセス（大阪府大阪市浪速区）- 週3日制の大学受験予備校
- 大阪メディカル進学舎（OMSmedika メディカ）（大阪府大阪市北区）- 医学部受験専門の担任制予備校
- 大阪医歯学院（大阪府大阪市淀川区）- 医歯薬獣医系受験の専門予備校
- 大阪医進学院
- 大阪医進育成会（大阪府大阪市都島区）- 私立医学部受験専門の予備校
- 大倉学園 - 医学部・医科大学受験対策予備校
- 大分中央予備校（大分県）- 高校受験コース、大学受験コース
- 音進ゼミ

### か
- 甲斐ゼミナール・甲斐大学予備校（山梨県）
- 河合サテライト講座
- カルテット（大阪市淀川区）- 医学部・医科大学受験対策予備校
- 河合塾大阪校〔医進館〕（大阪市北区）
- 河合塾
- 河合塾仙台校 （文理学院）
- 河合塾美術研究所 - 美術大学、高校の受験専門予備校
- 学参 - 医学部・医科大学受験対策予備校
- 金沢中央予備校（石川県、富山県）- 大学受験予備校。高卒生対象コース、代ゼミサテラインも
- 金沢美術学院 - 美術大学の受験専門予備校
- 金美アトリエ - 美術大学、高校の受験専門予備校
- KAZアカデミー - 看護・医療系専門学校受験の予備校
- カレラック看護医療スクール - 看護・医療系専門学校受験の予備校
- 看護医療ゼミナール - 看護・医療系専門学校受験の予備校
- 看護進学会 - 看護・医療系専門学校受験の予備校
- 看護・医療系専門予備校「看予備」（旧・北海道高等看護予備校）
- 関西看護医療予備校

### き
- KIKUNAアトリエ - 美術大学の受験専門予備校
- 北九州予備校（福岡県北九州市小倉北区）- 学校法人金澤学園が運営
- 教英社
- 教栄高等学院城北校（東京都板橋区）- 大検予備校と通学、ほかビデオ通信講座、通信制高校サポートも
- 九州鈴木音楽院（北九州市小倉北区）
- 九州医進予備校
- 九州医進ゼミ - 福岡の医学部受験専門予備校
- 九大進学ゼミ・さなる九州（福岡市城南区）
- 岐阜予備校（岐阜県）- 個別指導、映像指導などのコースも
- 京都看護医療予備校（京都府）- 看護医療系学校進学専門予備校。国家試験対策、看護大学への編入コースも
- 京都予備校（京都府）- 高校生、大学生対象。個別指導、就活対策などの講座まで
- 京都医専塾
- 近畿予備校（京都市上京区）- 医系大（医学部・歯学部・薬学部・獣医学部）受験専門予備校。医進アカデミーコース
- 興学社学園 東進衛星予備校 - 京王八王子校、八柱校

### く
- Gnoble
- グランツ医学部進学教室 - 東京都新宿区
- クエスト - 医学部・医科大学受験対策予備校
- 医学部専門予備校「医学部受験のクレスト」
- クラ・ゼミ（静岡県）- 小学1年生から高校3年生までを指導する総合予備校
- 久留米ゼミナール

### け
- KEC近畿予備校（大阪府、滋賀県）- 学生から浪人生対象とした受験指導、学習指導の学習塾と予備校
- KGC教研（神奈川県）- 小学生から高校生までの総合進学予備校
- KSS学園個人教授予備校（福島県）- 個人指導中心の大学受験予備校
- 研学キャンパス（京都府）- 小学生から浪人生まで対象の受験予備校。美大芸大受験指導も
- 研伸館（阪神地区を中心に展開）- 現役生向け大学受験予備校。経営母体は株式会社アップ

### こ
- 神戸セミナー
- 壺溪塾（熊本県熊本市）- 学校法人熊本壺溪塾学園が運営
- コロンビア学院（神戸市中央区）- 河合塾と提携
- コントレール - 医学部・医科大学受験対策予備校
- 興学社学園 東進衛星予備校（東京都、千葉県）
- 麹町メディカル - 医学部・医科大学受験対策予備校
- 神戸サクセス（兵庫県神戸市中央区）- 週3日制の大学受験予備校
- 昂学館
- 個人指導センター
- 小春かんぱにぃ - 音楽大学受験の声楽指導

### さ
- 彩光舎美術学院 - 美術大学の受験専門予備校
- 埼玉美術学院 - 美術大学の受験専門予備校
- 佐鳴予備校（静岡、愛知、岐阜）- 小中高生を対象とした学習塾。旧称佐鳴学院
- 札幌予備学院（札幌市）
- サテライン（代ゼミのシステム）
- サクセスクラブ（岐阜県）- 大学受験予備校
- さわ研究所 - 看護国試専門予備校

### し
- 新大阪予備校（大阪市東淀川区）
- 進学プラザ（仙台進学プラザ・プラザ予備校グループ）
- 湘南美術学院（神奈川県）- 神奈川県唯一の総合美術予備校。小学生から大学受験生までが対象
- 城南予備校（神奈川県川崎市川崎区）- 経営は城南進学研究社
- 信州予備学校（長野県松本市）- 信学会予備学校の一つ
- 新宿セミナー - 大学、短大、専門学校受験指導
- 新宿美術学院 - 美術大学、高校の受験専門予備校
- GMS医学部進学会 - 医学部受験予備校 （東京都新宿区)
- GHS（東京都新宿区)
- ジェイアンドサチ（J.Sachi予備校）
- 翔進予備校（神奈川県横浜市）- 医学部・歯学部・薬学部・獣医学部・理系学部受験の専門予備校
- 医学部進学予備校 シナプス（東京都港区白金台)
- 受験の微・積（福岡県福岡市）- 医・歯・薬学部受験指導
- C.A.P.予備校（宮城県）
- JAC学院（福岡県）- 小学生から大学受験生までを対象にした進学塾、予備校
- 志学館予備校（和歌山県）- アンドリュー運営の小中高一貫の進学予備校
- 志成館（熊本県）
- 紫明学園近畿予備校（京都府）- 理系大学への進学指導、高校卒業資格の取得支援も
- 伸学館予備校（愛媛県）
- 新生学寮（福岡県）- 全寮制の医大進学専門予備校
- 進学塾ビッグバン（大阪府）- 少人数、個別指導による医系大学受験予備校。日本教育センターが運営
- 尚学院（沖縄県）

### す
- すいどーばた美術学院 - 美術大学、高校の受験専門予備校
- 駿台予備学校 - 旧称は駿台高等予備校。3法人に分割されている
- 駿優予備学校
- スーパー・プレップ・スクール（大阪、東京）- 出口汪が主宰の難関大学向け予備校
- スバル高等予備校（神奈川県川崎市川崎区）- 医学部、歯学部、薬学部、獣医学部の専門予備校
- 数英セミナー（愛知県名古屋市名東区）- 大学受験の単科ゼミ
- 昴教育研究所（東京都文京区）-大学院受験対策予備校

### せ
- 世界史ドットコム - 世界史専門のインターネット予備校。講師は神野正史。大学受験から生涯教育まで
- Z会 - 関西圏で「Z会進学教室」のほか、大学受験予備校も展開（進学Z会・Z会進学教室）
- Z会ena ⇒ Z会東大マスターコース
- Z会マスターコース
- Z会東大マスターコース、京大マスターコース
- ゼミナール教研（宮崎県）- 県内でゼミナール21、ソクラ、東進衛星予備校を運営。小学生から浪人生まで
- 清風予備校（鹿児島県）- 大学受験専門
- 清流学館（熊本県）- 大学受験予備校
- 清光学院／清光編入学院（大阪市北区）- 医学部・歯学部受験の予備校
- 千進予備校（東京都港区）
- 全伸医学予備校
- 看護医療系予備校 仙台文理

### そ
- 創学ゼミナール
- 早慶外語ゼミ - 総合予備校
- 創栄館（山口県）- 創価大学、創価女子短期大学進学専門の予備校
- 早学舎（千葉県）- 少人数、個別対応の大学、高校受験予備校。薬学、獣医、医療系受験コースも
- SONE美術学院 - 美術大学の受験専門予備校
- ソルフェージュ予備校 - 東京芸術大学受験
- 大学受験専門予備校ソフィア会（大阪府泉佐野市）

### た
- W早稲田ゼミ
- 第一高等学院 - 株式会社ウィザスが経営
- 高崎美術学院 - 美術大学、高校の受験専門予備校
- 高松高等予備校（香川県）- 中学・高校・大学受験
- 高川予備校（徳島市）
- 代官山MEDICAL
- TAC (予備校)
- 第一学舎（鳥取県）
- 第一ゼミパシード（大阪市中央区、ほか京都、岐阜、和歌山、奈良、広島など）
- 第一ゼミ予備校（大阪府・和歌山県） - 大学受験予備校
- 第一看護予備校
- 第一東大医進予備校
- 太宰府アカデミー（福岡県）- 医学部、歯学部、薬学部、理工系分野の大学受験のための全寮制予備校
- 体育大学 受験専門予備校 体育進学センター
- 立川美術学院 - 美術大学、高校の受験専門予備校

### ち
- 智森学舎予備校 - 茨城県水戸市にある大学受験専門の予備校
- 中央ゼミナール - 東京都杉並区高円寺にある大学編入予備校と大学院受験予備校を併設する総合予備校。
- 中央医進学院（東京都新宿区）- 個人指導、少人数クラス編成の医歯薬専門予備校を紹介
- 中央予備校富山校（富山県）- 大学受験予備校
- 中央高等学院 - 通信制高校のサポート校と高卒認定試験と大学進学の予備校

### て
- 帝京西東京予備校 - 山梨県甲府市
- 鉄緑会
- 寺小屋グループ - 寺子屋メディコMedico（医学部・医科大学受験対策予備校）ほか
- TEC予備校（徳島県）
- DDP予備校 - 医学部・医科大学受験対策予備校
- TMPS医学館 - 医学部・医科大学受験対策予備校
- 天王寺予備校（大阪府大阪市阿倍野区）- 現在、関西外語専門学校の一課程として予備校経営は継続中
- 医系受験のドクター - 医学部・医科大学受験対策予備校

### と
- TOP-U（福岡県）- 宇部進学教室、UBESHIN個別学院、代ゼミサテライン予備校
- ドクター医歯学部進学予備校
- 獨協医科大学進学塾
- 道東公務員予備校・道東看護予備校
- 東京アカデミー
- 東京ミューズ・アカデミー/音大・芸大受験予備校
- 東進ハイスクール
- トップアカデミー（香川県）- トップエー東進衛星予備校フランチャイズ
- トップレベルサクセス (Toplevelsuccess) - 医学部・医科大学受験対策予備校
- 東京予備校（東京都福生市）- 高校受験、大学受験
- 東京学院（東京都千代田区）- 浪人生対象の大学受験予備校
- 東京サクセス（東京都新宿区）- 週3日制の大学受験予備校
- 東京サクセス 浜松校（静岡県）- 週3日制の大学受験予備校
- 東京メディカル学院 - 医学部・医科大学受験対策予備校
- 東京医歯薬看護予備校（東京都豊島区）- 医学部受験専門の予備校
- 東京医歯学専門予備校（東京都千代田区）- 医学部、歯学部受験専門の予備校
- 東京教育研究会 - 医学部・医科大学受験対策予備校
- 東教スクール - 医学部・医科大学受験対策予備校
- 東研学院予備校
- 東研学院予備校（医系特進ゼミ）
- 東大螢雪会社会人部 - 社会人の医学部受験対策
- 東京医進学院 - 医学部・歯学部・薬学部・獣医学部受験専門
- 東京理学看護予備校
- 医学部・歯学部受験鳥取予備校
- 東北看護医療予備校（福島県、河合サテライトネットワーク校 郡山中央校も）
- 東京音楽学院 - 音楽大学受験予備校
- 登臨美術予備校 - 美術大学の受験専門予備校
- トフルゼミナール（大阪市）

### な
- 長崎高等予備校
- 奈良医学進学研究会（和歌山県、福岡県福岡市博多区）- 医学部受験専門の少人数制・個別指導制予備校
- 奈良看護医療予備校
- 中津川予備校（岐阜県）- 名古屋予備校と提携。現役受験コースなどの大学受験
- 名古屋予備校（愛知県名古屋市中村区）
- 大学受験 長井ゼミ - 医学部・医科大学受験対策予備校
- 長野音大予備校（長野県長野市）

### に
- 日能研関東予備校 （コアネット）
- 日本学力振興会（ニチガク）
- 日本理学療法士専門予備校

### の
- 野田クルゼ - 医学部・歯学部・薬学部受験専門
- NOVE（ノヴェ）- 兵庫芦屋など。医学部・歯学部受験専門の少人数制予備校

### は
- 大学受験工房国語専門予備校パティオ（大阪府大阪市住之江区）
- 浜学園（大阪市天王寺区ほか）

### ひ
- 原宿特進ゼミ - 東京都渋谷区
- 一橋学院（東京都新宿区）- 大学受験指導
- 一橋総合予備校（群馬県）- 小学生から大学受験生を対象とした少人数制、個別指導学習塾
- 進学塾ビッグバン（大阪府大阪市中央区）- 少人数、個別指導による医系大学受験予備校
- ビアンカール - 医学部・医科大学受験対策予備校

### ふ
- 富士学院（福岡市が拠点）- 医療系専門予備校
- 福高研修学園 - 公立高校付属の予備校。福岡県立福岡高等学校敷地内
- ふなばし美術学院 - 美術大学、高校の受験専門予備校
- ブロードバンド予備校
- ブロードバンド代ゼミTV-NET
- プラザ予備校グループ - 宮城県、青森県、山形県、福島県の4県で学習塾・予備校を運営するグループ
- プレメディカル東京 - 東京都港区。医学部受験専門
- ブライト学院進学塾 - 医療系学校進学予備校
- 医学部進学塾ファベル21
- FIA国際教育アカデミー（大阪府大阪市西区）- 海外帰国生専門予備校
- フェニックスゼミ（大阪府大阪市北区）- 医歯学部受験専門予備校＆医歯学部受験個別指導。医歯学部受験に専門特別化した少人数指導＆個別指導の医歯学部受験専門予備校
- 受験予備校フィリオ（大阪市天王寺区）
- プロメディカス（神奈川県横浜市中区、埼玉県さいたま市大宮区）医学部受験の専門予備校
- 府内学園（大分県）- 大学受験予備校
- 福岡医学予備校（福岡県）- 医歯薬大学受験受験の専門予備校
- 福岡医歯薬ゼミナール

### へ
- ベネッセコーポレーション・進研模試
- VERITAS（東京都町田市）- 中高と大学受験予備校

### ほ
- ホームメイドスタディ
- Hosono's Super School
- 医学部予備校ホークス学院
- 北海道造形美術学院 - 美術大学の受験専門予備校
- 北海道第一看護予備校

### ま
- マスタードシードアカデミー - 大学受験、その他社会人・大学生英語専科（東京校・静岡校）がある
- 松本ソフィア・アカデミー（福岡県）- 中学生、高校生、既卒生を対象とした医系大学受験予備校
- 松本大学予備校（長野県）- 小学4年から高校生まで対象のコースと大学受験、大検、社会人の資格のコースも
- M.A.X（東京都墨田区）- 英語教育、文理系全教科対応個別指導予備校
- マンツーマン教育社（大阪府大阪市天王寺区）- 看護、医療系予備校
- 松江予備校（島根県松江市）
- McRoy（マックロイ） - 医学、歯学進学予備校
- MUST（沖縄県那覇市）- 医系最難関大受験予備校
- モノリス（愛知県江南市・名古屋市）- 幼児教育・知育・作文・感性教育・中学受験・高校受験・個別指導
- 増田塾 - 首都圏、関西、愛知、福岡に46校ある難関私大文系専門

### み
- 水戸看護医療予備校（茨城県水戸市）
- みすず学苑（首都圏を中心に8校展開）

### む
- 武蔵高等予備校
- 武蔵野美術学院 - 美術大学の受験専門予備校
- 室蘭看護予備校

### め
- メディカルゲイト（大阪市北区）- 医科歯科系大学受験専門予備校（旧NOVE大阪、大阪市北区）
- 医学部予備校 medika（メディカ、大阪市北区）- 医学部受験に特化した医学部予備校
- メディカルラボ（北海道、愛知県ほか全国）- 医学部、歯学部、獣医学部受験を目指す高卒生、高校生を対象とした医系専門予備校
- 医学部専門予備校 メディカルコーチ
- 明光Vコーポレーション - 福岡市中央区
- Meduca（及びメデュカパス）- 東京都新宿区
- メプラスMeplus＋ - 医学部・医科大学受験対策予備校
- 医歯学部進学予備校 メビオ - 医学部・医科大学受験対策予備校
- メディカル進学ゼミ - 医学部・医科大学受験対策予備校
- メディカルスクールIG（東京都新宿区）- 医系大学受験予備校
- メディカルマインド（東京都千代田区）- 医歯薬獣医学部専門予備校
- メルリックス学院（東京都渋谷区）- 医学部、歯学部受験専門予備校
- 医歯薬獣看専門予備校メルリックスアカデミー
- 医進予備校MEDiC（大阪府大阪市阿倍野区）- 医学科受験を目的とした専門予備校
- メドック医療予備校
- 名門会 - 医学部・医科大学受験対策予備校
- 医歯学部進学予備校メビオ（旧・アレフ会）- 大阪市北区
- 茗渓予備校 大学受験ゼミ（東京都）
- メディカルコア

### や
- 八重塾（大阪府東大阪市）
- 薬学ゼミナール

### ゆ
- ユニバーサルアカデミー（大阪府大阪市天王寺区）- 現役専門予備校
- 夕陽丘予備校（大阪市天王寺区）- 学校法人夕陽丘学院が経営する予備校
- 悠久看護予備校（茨城県つくば市）- 看護医療専門予備校
- 世界史専門塾 ゆげ塾

### よ
- 四谷学院 - 大学受験予備校
- 代々木メディカル進学舎（YMS医学部専門予備校）（東京都渋谷区）- 医学部受験に特化した予備校
- 養賢ゼミナール（宮城県）- 大学受験予備校
- 代々木ゼミナール/代ゼミサテライン予備校 代ゼミTVネット
- 代々木ゼミナール造形学校 - 美術大学、高校の受験専門予備校
- 四谷ゼミナール - 大学、大学院及び大学編入試験受験対策
- 横浜サクセス （横浜市神奈川区）- 週3日制の大学受験予備校

### ら
- ラ サール進学予備校

### り
- リニア（大阪市北区）- 医学部・医科大学受験対策予備校
- 理数研セミナー（大阪市北区）
- リポコン（RIPOCON）- 医学部・医科大学受験対策予備校
- 両国プラチナ予備校 - 医学部・医科大学受験対策予備校
- 臨床アカデミー - 医学部・医科大学受験対策予備校の他臨床心理士指定大学院予備校、心理カウンセラー養成教室も
- リアライズ（東京都千代田区）- 少人数制の医歯薬系受験専門予備校

### れ
- レクサス教育センター（東京都渋谷区）- 医学部・歯学部・薬学部受験専門。東大受験も

### ろ
- 医学部・歯学部受験専門予備校 ロゴス（Logos）黒木塾（大阪府大阪市淀川区）- 医学部、歯学部受験などの医科系専門予備校
- 六甲ゼミナール（兵庫県神戸市）
- 浪速予備校（大阪市北区）

### わ
- 早稲田予備校 - 学校法人早稲田学園によって設置
- 早稲田ゼミナール - 学校法人湖南学園が運営の大学受験予備校。早稲田予備校や早稲田塾は別法人
- 医学部受験の早稲田ゼミ医進塾
- ワールド進学予備校
- YK会 - 医学部・医科大学受験対策予備校

### 廃止された予備校
- 栄光予備校（2000年3月末をもって閉鎖）- 千葉に所在していた中規模の大学受験予備校。栄光ゼミナールとは無関係
- 英進予備校
- 大阪予備校・大阪北予備校 - 両者とも2006年3月末をもって閉鎖
- 大宮予備校（埼玉県、東京都）- 高校生、高卒生を対象とした予備校
- 関西文理学院 - 2010年3月末をもって閉鎖
- 慶応進学会 - 大宮と新宿にあった予備校。「偏差値40からの大学受験」のCMで有名に
- 九州英数学舘
- 研数学館 - 2000年3月末をもって閉鎖。経営母体は財団法人研数学館。B館は資格指導予備校のクレアールに貸し出されている
- 城北予備校 - 1987年閉鎖。城北学園（城北中学校・高等学校）が運営
- 第一東大医進予備校 - 鹿児島市にあった予備校
- 広島英数学館 - 2004年3月末をもって閉鎖。並木学院高等学校に
- 水城学園
- 両国BEST
- 両国予備校 - 2005年3月末をもって閉鎖

### 現役生向けの予備校
- アップ教育企画研伸館
- 市進予備校 - 株式会社市進が運営（系列に市進学院などの中・高受験予備校あり）
- 栄光会
- お茶の水ゼミナール
- DSKパーソナルスクール
- ナビオ - 株式会社栄光が手がける現役高校生向け集団学習形式の予備校
- 早稲田塾
- 第一ゼミ予備校（大阪府、和歌山）- 現役高校生の大学受験予備校

### AO入試対策
- 洋々（東京都、神奈川県）- AO入試・推薦入試対策
- AO入試専門塾「KOSSUN教育ラボ」（東京都）- 小杉樹彦がプロデュースしている大学、編入・転部、大学院受験生のためのAO入試専門塾

## 高卒認定試験予備校
- 予備校#高卒認定試験予備校を参照

## 大学院予備校
- 大学院進学予備校一覧参照

## 資格取得予備校
- 予備校#資格試験予備校
- 資格取得対策スクール一覧
- 柔道整復師鍼灸師国家試験対策予備校

## その他
- 旺文社
- 公文式
- 應治塾
- インターネット予備校

## 架空の予備校
- 男塾　-　（東京都）創立300年以上の歴史を持つ全寮制の塾
- 学習塾・予備校板
- 激闘!アイドル予備校
- タモリ倶楽部#鉄人予備校
- 陳平・花の予備校
- 平成教育予備校
- ひょうきん予備校
- 予備校ブギ
- 陸軍中野予備校

## 養成所入学用
- 鍼灸柔整予備校 - 鍼灸養成施設、柔道整復師養成施設への進学を目指すために通う予備校
- 艇学グループ - 日本唯一のボートレーサー（競艇選手）を養成する機関であるボートレース学校のやまと学校に入学するための日本初で唯一の本格的な試験対策機関

航空大学校受験専門の予備校
- パイロット予備校
- 株式会社 北斗塾（航空大予備校）
- イカロスアカデミー
- シアトルフライトアカデミー